# Laurel Martyn

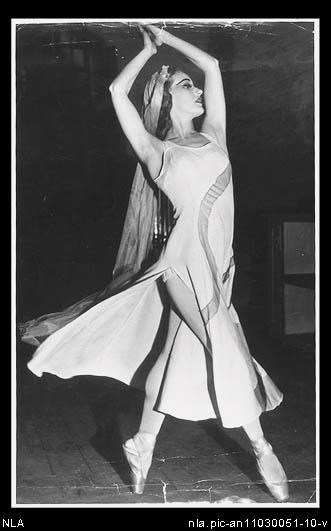
Laurel Martyn dans la Vltava, Ballet Borovansky, 1940, Bibliothèque nationale d'Australie

Laurel Martyn, née Gill est une ballerine australienne née 23 juillet 1916 à Toowoomba et morte le 16 octobre 2013 à Melbourne.

## Biographie
Laurel Martyn reçoit sa première formation en danse avec Kathleen Hamilton à Toowoomba et Marjorie Hollinshed à Brisbane.
En 1933, elle quitte l'Australie pour l'Angleterre et étudie avec Phyllis Bedells. En 1934, elle obtient une bourse de l'Association of Operatic Dancing (aujourd'hui la Royal Academy of Dance (en)) pour Exile, sa première composition.
En 1935, elle devient la première australienne à remporter la médaille d'or Adeline Genée. En 1935, Martyn arrange également les danses pour une production de The Waltz King et reçoit la même année le deuxième prix d'un concours chorégraphique, le Pavlova Casket, pour son ballet Sigrid.
Laurel Martyn rejoint le Vic-Wells Ballet (aujourd'hui la Sadler's Wells) en décembre 1935, c'est la première australienne à être acceptée dans cette troupe. Elle danse dans de nombreux premiers ballets de Frederick Ashton, dont Horoscope , Nocturne et Le Baiser de la fée (1935), et passe du temps à Paris pour étudier avec les ballerines russes émigrées Lioubov Iegorova et Mathilde Kschessinska.
En 1938, elle est soliste du Vic-Wells. La même année, elle retourne en Australie et devient professeure de danse.
Elle rejoint le corps de ballet d'Edouard Borovansky (en) en 1940,. Elle créé des rôles principaux dont l'Esprit de la rivière dans la Vltava, au Comedy Theatre de Melbourne, le 9 décembre 1940. Elle reste jusqu'à son mariage avec Lloyd Lawton en 1945[réf. nécessaire]. Elle a ensuite continué à danser.
En 1946, à la demande du Melbourne Ballet Club, Laurel Martyn prend la direction du Ballet Guild (aujourd'hui Ballet Victoria). Elle en est la directrice  jusqu'en 1973. Elle crée une école de ballet associée au Ballet Guild.

## Œuvres
Après avoir quitté le Ballet Borovansky en 1945, Martyn a commencé à créer ses propres chorégraphies, The Sentimental Bloke en 1952 et Mathinna en 1954. Ces œuvres sont inspirées par des thèmes australiens. The Sentimental Bloke est inspiré de la littérature australienne et Mathinna, une fille aborigène adoptée dans la société blanche, explore les implications politiques, sociales et raciales des relations entre les Aborigènes et les colons.

## Enseignement
Elle joue également un rôle déterminant dans la formation du Young Dancers' Theatre, pour lequel elle a chorégraphié plusieurs œuvres dans les années 1980, et du Classical Dance Teachers Australia Inc, qui a assuré la formation continue des professeurs de danse.
Laurel Martyn a développé une méthode spécifique d'enseignement de la danse pour les enfants, Laurel Martyn Dance System, dont elle publie, en 1985, les principes dans son premier livre. Let them dance, un manuel pour enseigner un programme de danse préparatoire pour les 5-9 ans.

## Distinction
- Ordre de l'Empire britannique à titre civil, Officer of the British Empire (OBE) en 1976, pour service rendu à la danse.